# Саласпилсская волость
Са́ласпилсская волость (латыш. Salaspils pagasts) — одна из двух административных территорий Саласпилсского края, которая со всех сторон окружает город Саласпилс. Органы управления волости расположены в городе Саласпилсе, который в составе волости не входит.
Волость расположена на правом берегу Даугавы, включает в себя остров Доле. Граничит с Ригой, Кекавским, Ропажским и Огрским краями.

## Население
Население волости — 5060 чел. (2010)
Крупнейшие населенные пункты:
- Саулкалне — 1385 чел. (2021)
- Ацоне — 672 чел. (2021)
- Межезери — 262 чел. (2021)